# Franklin (Luizjana)
Franklin – miasto w Stanach Zjednoczonych, na południu stanu Luizjana, w parafii St. Mary. Według danych z 2000 roku miasto miało 8354 mieszkańców.

## Współpraca
Miejscowość partnerska:
- Genappe, Belgia